# Bob Thiele
Robert Thiele, detto Bob, noto anche con lo pseudonimo di George Douglas (Brooklyn, 25 luglio 1922 – New York, 30 gennaio 1996), è stato un produttore discografico e compositore statunitense.
È noto per avere diretto l'etichetta Impulse! Records e per aver contribuito alla pubblicazione di album fondamentali per la storia del jazz nonché di molti successi pop.

## Biografia[2]

### Inizi
Nato nel quartiere di Brooklyn da una famiglia benestante, Thiele iniziò la sua carriera musicale nel 1936, come disc jockey jazz in una radio all'età di 14 anni. Nel frattempo, imparò a suonare il clarinetto, formando e dirigendo un'orchestra di 14 elementi che suonava in varie feste private nell'area di New York. Nel 1939 (a 17 anni) iniziò a pubblicare la rivista di settore Jazz Magazine - che arrivò ad accogliere le firme di alcuni dei migliori giornalisti musicali dell'epoca, e fondò l'etichetta discografica Signature Records.
Come direttore e produttore della Signature, Thiele registrò molti dei maestri del jazz del periodo, tra cui Coleman Hawkins, Earl Hines, Lester Young, Don Byas ed Erroll Garner.
Quando nel 1948 la Signature dovette chiudere, Thiele, dopo quattro anni di libera professione, passò alla Decca Records nel 1952 occupandosi delle etichette Coral e Brunswick. Qui incontrò e produsse la cantante Teresa Brewer, che sarebbe poi divenuta sua moglie. La sua attività alla Decca/Coral/Brunswick aveva a che fare con il jazz, ma anche con la musica popolare del periodo e Thiele contribuì a scoprire e a lanciare le carriere di molti nomi famosi: Buddy Holly deve a lui l'incisione del suo primo successo, That'll Be the Day, Henry Mancini, Buddy Hackett, Jackie Wilson.
Nel 1959, Thiele passò alla Dot Records per produrre Pat Boone e un disco di poesie di Jack Kerouac lette dall'autore stesso su un sottofondo musicale jazz suonato al pianoforte da Steve Allen. Le poesie furono giudicate oscene dal presidente della Dot che ritirò il disco dal mercato. Thiele allora si dimise e fondò con Steve Allen l'etichetta Hanover-Signature con la quale ripubblicò il disco di Kerouac.
Hanover-Signature ebbe vita breve, e Thiele ebbe diversi incarichi da altre etichette musicali, producendo anche un disco di Duke Ellington in collaborazione con Louis Armstrong per l'etichetta Roulette.

### Impulse! Records
Dal 1961 al 1969 Thiele subentrò a Creed Taylor alla direzione dell'etichetta Impulse! Records della ABC Paramount. Sotto questa etichetta produsse la maggior parte delle incisioni più importanti di John Coltrane come leader (A Love Supreme, Ballads, Crescent, Ascension) e più di cento altri dischi, tra i quali figurano lavori fondamentali di Charles Mingus, Oliver Nelson, Albert Ayler, Archie Shepp, Pharoah Sanders, Charlie Haden, Earl Hines, Johnny Hodges, Coleman Hawkins (quest'ultimo anche in collaborazione con Duke Ellington), Quincy Jones, Count Basie. Thiele lasciò a Coltrane un'ampia autonomia, usandolo anche in parte come talent scout per l'etichetta. A seguito del suo operato, il nome della "Impulse!" venne quasi ad identificarsi con l'avanguardia free jazz degli anni sessanta.
Nel 1963 esce il più inatteso degli album di jazz del decennio, ed è lui, Thiele, il produttore: John Coltrane and Johnny Hartman. Mai, né prima né dopo, Coltrane registrò/suonò con un cantante. Artefice dell'operazione, Billy Eckstine, assai stimato sia da Hartmann - che in gioventù lo prese a modello - che da Trane, il quale da qualche anno aveva fatto propria una ballad di Mr.B: I Want to Talk About You. 

Logo della Impulse! Records

In quel periodo, Thiele fondò anche l'etichetta ABC "Bluesway", che era focalizzata sul blues dei tardi anni '60 e produsse, fra gli altri, B.B. King, T-Bone Walker, Eddie "Cleanhead" Vinson e Big Joe Turner.
Thiele scriveva spesso composizioni per gli artisti che registrava: per Armstrong scrisse, con George David Weiss, quella che sarebbe stata la sua più famosa canzone (e forse la canzone più famosa cantata da Armstrong): What a Wonderful World. Le composizioni di Thiele risultano spesso a nome di "George Douglas" o "Stanley Clayton", pseudonimi che Thiele aveva creato combinando i nomi dei suoi zii (Stanley, Clayton, George, Douglas).
Nella sua autobiografia, Thiele ricorda che la sessione di registrazione di What a Wonderful World fu vivacizzata da una furibonda litigata con il presidente della ABC Records, Larry Newton, che venne chiuso fuori dallo studio dopo che una discussione con Thiele sulla canzone era sfociata in litigio.

### Flying Dutchman
Lasciata la Impulse! proprio a seguito delle divergenze d'opinione con Newton, Thiele fondò l'etichetta "Flying Dutchman", con cui produsse Gato Barbieri, Oliver Nelson, Johnny Hodges, Count Basie, Gil Scott-Heron e Louis Armstrong.
Nel 1972 Thiele sposò Teresa Brewer e negli anni successivi la registrò in molte occasioni e in svariate collaborazioni (ad esempio con Count Basie, Duke Ellington, Stéphane Grappelli, Earl Hines, Ruby Braff).
Negli anni 1980 Thiele ebbe incarichi da diverse etichette e continuò a produrre artisti come McCoy Tyner, John Hicks e Arthur Blythe. Nel 1995 Thiele diede alle stampe la sua autobiografia, intitolata What a Wonderful World.

### Morte
Thiele continuò la sua attività in campo musicale fino alla morte, che lo colse nel 1996 a 73 anni, mentre era ricoverato al Roosevelt Hospital di Manhattan, per insufficienza renale.

## Discografia
- 1967: Thoroughly Modern (ABC)
- 1975: I Saw Pinetop Spit Blood (Flying Dutchman Records)
- 1984: The Twenties Score Again (Columbia)
- 1990: Sunrise, Sunset (Red Baron)
- 1991: Louis Satchmo (Red Baron)
- 1993:  The Lion Hearted (Red Baron)